# Zamek Boncompagni
Zamek Boncompagni (węg. Boncompagni-kastély) – zamek na Węgrzech w miejscowości Kisszállás na Puszcie (komitat Bács-Kiskun, powiat Kiskunhalas).

## Historia
Obiekt został zbudowany w latach 1855–1856. Najczęściej był użytkowany tylko w sezonie łowieckim. Zaczęto go intensywniej użytkować po 1910, dlatego w 1912 został rozbudowany o drugi budynek, zameczek. Kompleks przeszedł na własność rodziny Boncompagni w drodze małżeństwa. Rodzina posiadała go do 1945. Po wybudowaniu zameczku po drugiej stronie drogi wzniesiono młyn parowy, stację maszyn i gorzelnię, a w pobliżu zamku dom mieszkalny (obecna przychodnia lekarska) i mieszkanie (około 1910). Od 1946 działała tu szkoła podstawowa. 

## Architektura
Zamek jest budynkiem piętrowym, wolnostojącym, wzniesionym na rzucie prostokąta, krytym dwuspadowym dachem. Wejście znajduje się w osi centralnej. Pomieszczenia parterowe mają sklepienia i stropy, a te na piętrze kryte są sklepieniami zwierciadlanymi. Klatka schodowa zawiera drewniane schody. Drzwi i okna, lampy wiszące i kandelabry pochodzą z XIX wieku. Na poddaszu znajduje się klatka schodowa prowadząca do dawnej wieży widokowej. Na północny zachód od zamku wznosi się parterowy, ceglany budynek (zameczek) kryty dachem dwuspadowym. Oba obiekty zostały w przeszłości połączone krytym korytarzem, który potem zastąpiono nowszym budynkiem.